# Munkholmen
Munkholmen – wysepka na wodach Trondheimsfjordu, ok. 2 km na północ od centrum Trondheim, historycznie opactwo benedyktyńskie, twierdza, więzienie i stanowisko baterii nadbrzeżnej, współcześnie popularna atrakcja turystyczna.

## Historia
W czasach wikingów było to miejsce egzekucji (m.in. w 995 roku zatknięto na niej głowę jarla Haakona). Następnie założono na niej opactwo benedyktyńskie – mógł to uczynić król Kanut Wielki w 1028 roku, ale źródła norweskie wskazują na Sigurda Ullstrenga, wasala króla Magnusa III, jako fundatora opactwa, które miał ustanowić na początku XII w. W 1537 roku na wysepce na krótko schronili się poplecznicy biskupa Olava Engelbrektssona, podczas reformacji, w następstwie której opactwo zlikwidowano, a wyspa stała się własnością królewską.
W 1658 roku wyspę zajęli Szwedzi; rok później (po zwrocie Trondelagu Norwegii) rozpoczęto wznoszenie na niej twierdzy, której budowa została dokończona dopiero w 1707 roku (przebudowywana w 1825 i 1850 roku; w 1797 zbudowano na wyspie latarnię morską). Ostatni raz funkcje wojskowe pełniła w czasie II wojny światowej, gdy niemieckie wojska okupacyjne umieściły tam baterię artylerii nadbrzeżnej. Twierdza, której znaczące elementy zachowały się do dziś, służyła także w XVII–XVIII w. jako więzienie – najsłynniejszym z uwięzionych na niej był Peder Griffenfeld, dawny faworyt króla Fryderyka III, który spędził w celi na wyspie 18 lat i wedle tradycji miał, spacerując w kółko, wydeptać głębokie ślady w kamiennej podłodze celi (zniszczone podczas przebudowy w 1850 roku).
Współcześnie wysepka jest atrakcją turystyczną, z regularnym połączeniem z portem w Trondheim w okresie letnim.